# Castell d'Uixó
El castell d'Uixó (o castell de la Vall d'Uixó) se situa en un tossal a uns tres quilòmetres al nord de la població de la Vall d'Uixó, a la comarca de la Plana Baixa (província de Castelló). Com tot castell i fortalesa està declarada, de manera genèrica, Bé d'Interès Cultural, amb anotació ministerial R-I-51-0011336, des del 30 de març de 2005.

## Història
La població de Vall d'Uixó té el seu origen en època romana, encara que el nom actual es dega a la vall on es trobaven els pobles de Castro i el seu castell. Eixos pobles van desaparèixer majoritàriament en 1609 amb l'expulsió dels moriscs. Amb l'ocupació de la vall per les tropes de Jaume I en 1238, els musulmans es van fer forts al castell d'Uixó, però finalment es van rendir l'any 1350. Eixa rendició va portar a Jaume I al lliurament de la carta de població, que respectava la religió, usos i costums islàmics. Esta situació es mantingué amb una sèrie de canvis menors fins a l'expulsió morisca en 1609, que va provocar que la vall quedara pràcticament despoblada. La situació va portar a establir contractes de repoblació amb gents vingudes del Maestrat de Montesa, segons escriptura datada en 1612, que serien vassalls dels Cardona, ducs de Sogorb. El castell és d'origen musulmà i data entre els segles XII-xiii.

## Descripció
El castell es troba a la part alta d'una muntanya aïllada, situat darrere d'un tossal, que en l'actualitat ja està urbanitzat, a uns tres quilòmetres al nord de la població. L'accés no és senzill, però és viable. Cal prendre el camí de l'Anogueret i després el camí de la Font de la Canyeta, fins a arribar al Tossal de la Noguera.
La fortalesa està formada per un ampli recinte d'uns 90 metres de llarg i de 60 metres d'ample, dominat per un conjunt més reduït de construccions. L'espai interior presenta cisternes i reserves. La part de les reserves estava més fortificada, per això es creu que prop va haver d'edificar-se una "casa coberta", de la qual se sap que va ser manada construir per un document reial de 1287, per a allotjament. Les reconstruccions que es van dur a terme a finals del segle xiii, van ser executades pel mestre d'obres Guillem de Barcelona.
Al voltant de les restes del castell poden distingir-se vestigis d'un tercer recinte de pedra, de dimensions enormes, de 250 metres per 110 metres, en el qual s'observen restes de cases, tant dins com fora del recinte.
La fàbrica és de tapial, elevat sobre una base de pedra, i per les restes de ceràmica trobades en les mampares, s'ha datat l'inici de les obres entre els segles X-XII.
El castell va recobrar importància en la Guerra Civil Espanyola, ja que va ser ocupat i utilitzat com a centre d'operacions.